# Kernascléden
Kernascléden (bret. Kernaskledenn) – miejscowość i gmina we Francji, w regionie Bretania, w departamencie Morbihan.
Według danych na rok 1990 gminę zamieszkiwały 382 osoby, a gęstość zaludnienia wynosiła 41 osób/km² (wśród 1269 gmin Bretanii Kernascléden plasuje się na 899. miejscu pod względem liczby ludności, natomiast pod względem powierzchni na miejscu 863.).